# Phyllodonta indeterminata
Phyllodonta indeterminata är en fjärilsart som beskrevs av William Schaus 1901. Phyllodonta indeterminata ingår i släktet Phyllodonta och familjen mätare. Inga underarter finns listade i Catalogue of Life.